# Presidência Rotativa Pro-tempore do Mercosul
A Presidência Rotativa Pro Tempore do Mercosul (PPT) é a representação jurídico-político máxima pro tempore do Mercado Comum do Sul (Mercosul). O cargo é exercido durante o período de seis meses por um chefe de Estado de um dos países-membros. Por isso, é alternado, seguindo a ordem alfabética, dentre titulares da Presidência da Argentina, Presidência da Bolívia, Presidência do Brasil, Presidência do Paraguai, Presidência do Uruguai e Presidência da Venezuela (esta está suspensa na organização, inclusive do rodízio).
O distintivo conferido a titulares do cargo de presidente Pro Tempore do Mercosul é um martelo artesanado, que assim é passado a cada novo titular.

## Chefes de Estado membros
- Presidente da Argentina
- Presidente da Bolívia
- Presidente do Brasil
- Presidente do Paraguai
- Presidente do Uruguai
- Presidente da Venezuela (suspenso)[6]

## Lista
Abaixo está a lista dos chefes de Estado que assumiram a Presidência Pro Tempore do Mercosul, cumprindo a determinação do Tratado de Assunção de que o cargo seria exercido pelos países-membros, pelo período rotativo de seis meses, seguindo a ordem alfabética do nome de cada nação parte do bloco.
| Nº                                  | País                                | Retrato                             | Presidente                          | Início do mandato      | Fim do mandato         | Referências e notas             |
| ----------------------------------- | ----------------------------------- | ----------------------------------- | ----------------------------------- | ---------------------- | ---------------------- | ------------------------------- |
| 1                                   | Argentina                           |                                     | Carlos Saúl Menem                   | 29 de novembro de 1991 | 1 de julho de 1992     | [ 7 ]                           |
| 2                                   | Brasil                              |                                     | Fernando Collor                     | 1 de julho de 1992     | 1 de janeiro de 1993   | [ 8 ]                           |
| 3                                   | Paraguai                            |                                     | Andrés Rodríguez                    | 1 de janeiro de 1993   | 1 de julho de 1993     |                                 |
| 4                                   | Uruguai                             |                                     | Luis Alberto Lacalle                | 1 de julho de 1993     | 1 de janeiro de 1994   |                                 |
| 5                                   | Argentina                           |                                     | Carlos Saúl Menem                   | 1 de janeiro de 1994   | 1 de julho de 1994     |                                 |
| 6                                   | Brasil                              |                                     | Itamar Franco                       | 1 de julho de 1994     | 1 de janeiro de 1995   | [ 8 ]                           |
| 7                                   | Paraguai                            |                                     | Juan Carlos Wasmosy Monti           | 1 de janeiro de 1995   | 1 de julho de 1995     |                                 |
| 8                                   | Uruguai                             |                                     | Julio María Sanguinetti             | 1 de julho de 1995     | 1 de janeiro de 1996   |                                 |
| 9                                   | Argentina                           |                                     | Carlos Saúl Menem                   | 1 de janeiro de 1996   | 1 de julho de 1996     |                                 |
| 10                                  | Brasil                              |                                     | Fernando Henrique Cardoso           | 1 de julho de 1996     | 1 de janeiro de 1997   | [ 8 ]                           |
| 11                                  | Paraguai                            |                                     | Juan Carlos Wasmosy Monti           | 1 de janeiro de 1997   | 1 de julho de 1997     |                                 |
| 12                                  | Uruguai                             |                                     | Julio María Sanguinetti             | 1 de julho de 1997     | 1 de janeiro de 1998   |                                 |
| 13                                  | Argentina                           |                                     | Carlos Menem                        | 1 de janeiro de 1998   | 1 de julho de 1998     | [ 9 ]                           |
| 14                                  | Brasil                              |                                     | Fernando Henrique Cardoso           | 1 de julho de 1998     | 1 de janeiro de 1999   | [ 8 ]                           |
| 15                                  | Paraguai                            |                                     | Raúl Cubas Grau                     | 1 de janeiro de 1999   | 28 de março de 1999    | [ 10 ]                          |
| 16                                  | Paraguai                            |                                     | Luis Ángel González Macchi          | 28 de março de 1999    | 1 de julho de 1999     |                                 |
| 17                                  | Uruguai                             |                                     | Julio María Sanguinetti             | 1 de julho de 1999     | 1 de janeiro de 2000   |                                 |
| 18                                  | Argentina                           |                                     | Fernando de la Rúa                  | 1 de janeiro de 2000   | 1 de julho de 2000     |                                 |
| 19                                  | Brasil                              |                                     | Fernando Henrique Cardoso           | 1 de julho de 2000     | 1 de janeiro de 2001   | [ 8 ]                           |
| 20                                  | Paraguai                            |                                     | Luis Ángel González Macchi          | 1 de janeiro de 2001   | 1 de julho de 2001     |                                 |
| 21                                  | Uruguai                             |                                     | Jorge Batlle                        | 1 de julho de 2001     | 1 de janeiro de 2002   |                                 |
| 22                                  | Argentina                           |                                     | Eduardo Duhalde                     | 1 de janeiro de 2002   | 1 de julho de 2002     | [ 11 ]                          |
| 23                                  | Brasil                              |                                     | Fernando Henrique Cardoso           | 1 de julho de 2002     | 1 de janeiro de 2003   | [ 8 ]                           |
| 24                                  | Paraguai                            |                                     | Luis Ángel González Macchi          | 1 de janeiro de 2003   | 1 de julho de 2003     |                                 |
| 25                                  | Uruguai                             |                                     | Jorge Batlle                        | 1 de julho de 2003     | 1 de janeiro de 2004   |                                 |
| 26                                  | Argentina                           |                                     | Néstor Kirchner                     | 1 de janeiro de 2004   | 11 de julho de 2004    |                                 |
| 27                                  | Brasil                              |                                     | Luiz Inácio Lula da Silva           | 11 de julho de 2004    | 1 de janeiro de 2005   | [ 8 ] [ 12 ]                    |
| 28                                  | Paraguai                            |                                     | Nicanor Duarte Frutos               | 1 de janeiro de 2005   | 20 de junho de 2005    |                                 |
| 29                                  | Uruguai                             |                                     | Tabaré Vázquez                      | 20 de junho de 2005    | 9 de dezembro de 2005  | [ 13 ]                          |
| 30                                  | Argentina                           |                                     | Néstor Kirchner                     | 9 de dezembro de 2005  | 21 de julho de 2006    | [ 14 ]                          |
| 30                                  | Brasil                              |                                     | Luiz Inácio Lula da Silva           | 21 de julho de 2006    | 19 de janeiro de 2007  | [ 8 ] [ 15 ]                    |
| 31                                  | Paraguai                            |                                     | Nicanor Duarte Frutos               | 19 de janeiro de 2007  | 29 de junho de 2007    | [ 16 ]                          |
| 32                                  | Uruguai                             |                                     | Tabaré Vázquez                      | 29 de junho de 2007    | 18 de dezembro de 2007 | [ 17 ]                          |
| 33                                  | Argentina                           |                                     | Cristina Kirchner                   | 18 de dezembro de 2007 | 1 de julho de 2008     | [ 18 ] [ 19 ]                   |
| 34                                  | Brasil                              |                                     | Luiz Inácio Lula da Silva           | 1 de julho de 2008     | 16 de dezembro de 2008 | [ 20 ] [ 21 ]                   |
| 35                                  | Paraguai                            |                                     | Fernando Lugo                       | 16 de dezembro de 2008 | 24 de julho de 2009    | [ 22 ] [ 23 ]                   |
| 36                                  | Uruguai                             |                                     | Tabaré Vázquez                      | 24 de julho de 2009    | 8 de dezembro de 2009  | [ 24 ]                          |
| 37                                  | Argentina                           |                                     | Cristina Kirchner                   | 8 de dezembro de 2009  | 3 de agosto de 2010    | [ 25 ]                          |
| 38                                  | Brasil                              |                                     | Luiz Inácio Lula da Silva           | 3 de agosto de 2010    | 17 de dezembro de 2010 | [ 26 ]                          |
| 39                                  | Paraguai                            |                                     | Fernando Lugo                       | 17 de dezembro de 2010 | 29 de junho de 2011    | [ 27 ]                          |
| 40                                  | Uruguai                             |                                     | José Mujica                         | 29 de junho de 2011    | 20 de dezembro de 2011 | [ 28 ]                          |
| 41                                  | Argentina                           |                                     | Cristina Kirchner                   | 20 de dezembro de 2011 | 29 de junho de 2012    | [ 29 ]                          |
| 40                                  | Brasil                              |                                     | Dilma Rousseff                      | 29 de junho de 2012    | 7 de dezembro de 2012  | [ 30 ]                          |
| 41                                  | Uruguai                             |                                     | José Mujica                         | 7 de dezembro de 2012  | 12 de julho de 2013    | [ 31 ]                          |
| 42                                  | Venezuela                           |                                     | Nicolás Maduro                      | 12 de julho de 2013    | 29 de julho de 2014    | [ 32 ]                          |
| 43                                  | Argentina                           |                                     | Cristina Kirchner                   | 29 de julho de 2014    | 17 de dezembro de 2014 | [ 33 ]                          |
| 44                                  | Brasil                              |                                     | Dilma Rousseff                      | 17 de dezembro de 2014 | 17 de julho de 2015    | [ 34 ]                          |
| 45                                  | Paraguai                            |                                     | Horacio Cartes                      | 17 de julho de 2015    | 21 de dezembro de 2015 | [ 35 ]                          |
| 46                                  | Uruguai                             |                                     | Tabaré Vázquez                      | 21 de dezembro de 2015 | 29 de julho de 2016    | [ 36 ]                          |
| Vago; presidência rotativa suspensa | Vago; presidência rotativa suspensa | Vago; presidência rotativa suspensa | Vago; presidência rotativa suspensa | 29 de julho de 2016    | 13 de setembro de 2016 | [ nota 1 ] [ 37 ] [ 38 ] [ 39 ] |
| —                                   | Argentina                           |                                     | Mauricio Macri                      | 13 de setembro de 2016 | 14 de dezembro de 2016 | [ 40 ] [ 41 ] [ 42 ]            |
| —                                   | Brasil                              |                                     | Michel Temer                        | 13 de setembro de 2016 | 14 de dezembro de 2016 | [ 40 ] [ 41 ] [ 42 ]            |
| —                                   | Paraguai                            |                                     | Horacio Cartes                      | 13 de setembro de 2016 | 14 de dezembro de 2016 | [ 40 ] [ 41 ] [ 42 ]            |
| —                                   | Uruguai                             |                                     | Tabaré Vázquez                      | 13 de setembro de 2016 | 14 de dezembro de 2016 | [ 40 ] [ 41 ] [ 42 ]            |
| 47                                  | Argentina                           |                                     | Mauricio Macri                      | 14 de dezembro de 2016 | 21 de julho de 2017    | [ 43 ]                          |
| 48                                  | Brasil                              |                                     | Michel Temer                        | 21 de julho de 2017    | 21 de dezembro de 2017 | [ 44 ]                          |
| 49                                  | Paraguai                            |                                     | Horacio Cartes                      | 21 de dezembro de 2017 | 18 de junho de 2018    | [ 45 ]                          |
| 50                                  | Uruguai                             |                                     | Tabaré Vázquez                      | 18 de junho de 2018    | 18 de dezembro de 2018 | [ 46 ]                          |
| 51                                  | Argentina                           |                                     | Mauricio Macri                      | 18 de dezembro de 2018 | 17 de julho de 2019    | [ 47 ]                          |
| 52                                  | Brasil                              |                                     | Jair Bolsonaro                      | 17 de julho de 2019    | 5 de dezembro de 2019  | [ 48 ]                          |
| 53                                  | Paraguai                            |                                     | Mario Abdo Benítez                  | 5 de dezembro de 2019  | 2 de julho de 2020     | [ 49 ]                          |
| 54                                  | Uruguai                             |                                     | Luis Lacalle Pou                    | 2 de julho de 2020     | 16 de dezembro de 2020 | [ 50 ]                          |
| 55                                  | Argentina                           |                                     | Alberto Fernández                   | 16 de dezembro de 2020 | 8 de julho de 2021     | [ 51 ]                          |
| 56                                  | Brasil                              |                                     | Jair Bolsonaro                      | 8 de julho de 2021     | 17 de dezembro de 2021 | [ 52 ]                          |
| 57                                  | Paraguai                            |                                     | Mario Abdo Benítez                  | 17 de dezembro de 2021 | 21 de julho de 2022    | [ 49 ]                          |
| 58                                  | Uruguai                             |                                     | Luis Lacalle Pou                    | 21 de julho de 2022    | 6 de dezembro de 2022  | [ 53 ]                          |
| 59                                  | Argentina                           |                                     | Alberto Fernández                   | 6 de dezembro de 2022  | 4 de julho de 2023     | [ 54 ]                          |
| 60                                  | Brasil                              |                                     | Luiz Inácio Lula da Silva           | 4 de julho de 2023     | 7 de dezembro de 2023  | [ 55 ]                          |
| 61                                  | Paraguai                            |                                     | Santiago Peña                       | 7 de dezembro de 2023  | 8 de julho de 2024     | [ 56 ]                          |
| 62                                  | Uruguai                             |                                     | Luis Lacalle Pou                    | 8 de julho de 2024     | 6 de dezembro de 2024  | [ 57 ]                          |
| 63                                  | Argentina                           |                                     | Javier Milei                        | 6 de dezembro de 2024  | 3 de julho de 2025     | [ 58 ]                          |
| 64                                  | Brasil                              |                                     | Luiz Inácio Lula da Silva           | 3 de julho de 2025     | até a atualidade       | [ 59 ]                          |